# Jürgen Vogel
Jürgen Peter Vogel (IPA: [ˈjʏɐ̯ɡən ˈpeːtɐ ˈfoːɡəl]; Hannover, 29 aprile 1968) è un attore, sceneggiatore, produttore cinematografico e cantante tedesco.

## Biografia
Debuttò con il film Little Sharks (in tedesco: Kleine Haie) nel 1992, intraprendendo poi una carriera duratura, il cui ruolo principale fu quello del maestro nel film L'onda di Dennis Gansel. Ricevette il premio Orso d'argento nel 2006 per il suo lavoro come attore, coautore e co-produttore per il film Der freie Wille.

## Filmografia parziale
- Kleine Haie - Little Sharks, regia di Sönke Wortmann (1992)
- Kinderspiele, regia di Wolfgang Becker (1992)
- Three Shake-a-Leg Steps to Heaven, regia di Andy Bausch (1993)
- Wachtmeister Zumbühl, regia di Urs Odermatt (1994)
- Die Mediocren, regia di Matthias Glasner (1995)
- Stille Nacht, regia di Dani Levy (1995)
- Il senso di Smilla per la neve (Smilla's Sense of Snow), regia di Bille August (1997)
- Das Leben ist eine Baustelle, regia di Wolfgang Becker (1997)
- Die Apothekerin - The Pharmacist, regia di Rainer Kaufmann (1997)
- Fette Welt, regia di Jan Schütte (1998)
- Das Phantom, regia di Dennis Gansel (1999)
- Manila, regia di Romuald Karmakar (2000)
- Emil und die Detektive, regia di Franziska Buch (2001)
- Nackt, regia di Doris Dörrie (2002)
- Scherbentanz, regia di Chris Kraus (2002)
- Good Bye, Lenin!, regia di Wolfgang Becker (2003)
- Rosenstrasse, regia di Margarethe von Trotta (2003)
- Mein Name ist Bach, regia di Dominique de Rivaz (2003)
- Barfuss, regia di Til Schweiger (2005)
- Der freie Wille, regia di Matthias Glasner (2006)
- Emmas Glück, regia di Sven Taddicken (2006)
- TKKG und die rätselhafte Mind-Machine, regia di Tomy Wigand (2006)
- Ein Freund von mir, regia di Sebastian Schipper (2006)
- Wo ist Fred?, regia di Anno Saul (2006)
- 300 ore per innamorarsi (Keinohrhasen), regia di Til Schweiger (2007)
- L'onda (Die Welle), regia di Dennis Gansel (2008)
- Una famiglia (Das Adlon. Eine Familiensaga), regia di Uli Edel (2013)
- Ötzi - L'ultimo cacciatore, regia di Felix Randau (2017)
- Stay Still, regia di Elisa Mishto (2019)
- Tre fantastiche ragazze!!! (Die Drei!!!), regia di Viviane Andereggen (2019)
- Jenseits der Spree - serie TV, 24+ episodi (2021-presente)